# Arragouset
Les arragousets ou arragoussets sont des nains du folklore anglo-normand. Ils y sont décrits comme des troglodytes très belliqueux, qui seraient soudain sortis d'une caverne de la côte ouest de Guernesey, le Creux des Fées, pour envahir et dévaster l'île. Ils auraient ensuite entrepris de tuer tous les hommes qu'ils rencontrent pour pouvoir s'unir aux femmes insulaires.
Seul un jeune homme et un jeune garçon de la paroisse de Saint-André seraient parvenus à leur échapper en se cachant dans un four pendant les nombreuses années où les nains furent les maîtres de l'Île. Un jour cependant, chaque arragouset quitta sa femme et ses enfants aussi brutalement qu'il était arrivé et sans raison apparente. La vie put alors reprendre son cours…

## Esprits servants
Paul Sébillot prétend qu'après leur disparition, les arragousets ne redevinrent jamais visibles pour leurs femmes ou leurs descendants mais qu'ils « ne cessèrent pas, la nuit quand tous les habitants de la maison dormaient, de visiter leurs anciennes demeures pour compléter l'ouvrage qu'on avait laissé inachevé la veille, et rendre mille autres petits services (…) ». On pourrait donc apparenter les arragousets invisibles et serviables à des esprits servants, comme les brownies, les lutins ou les banshees attachées à certaines familles britanniques.

## Dans l'art et la culture
- Dans Les Travailleurs de la Mer, Victor Hugo les nomme "Sarregoussets"